# Raad voor Accreditatie
Der Raad voor Accreditatie (RvA) (deutsch: Rat für Akkreditierung) ist eine niederländische Organisation, die 1995 von der Nederlandse Kalibratie Organisatie (NKO), der Stichting Erkenning Laboratoria en Inspectie-instellingen (STERLAB/STERIN) und dem Raad voor Certificatie (RvC) auf Initiative des niederländischen Wirtschaftsministeriums gegründet wurde.
Die Hauptaufgabe des RvA besteht in der Akkreditierung von Einrichtungen, die im Bereich Laborprüfungen, -inspektionen, Kalibrierung und Zertifizierung tätig sind. Er orientiert sich dabei an ISO- und EN-Normen. Am 1. Januar 2008 ist er mit der Organisation für die Akkreditierung von medizinischen Laboratorien (CCKL) fusioniert.
Die Arbeitsweise des RvA wird durch Peer-Review überprüft. Grundlage hierfür sind die multilateralen Anerkennungsabkommen (EA-MLA, IAF-MLA und ILAC-MRA). Der RvA ist Mitglied in der Europäischen Kooperation für Akkreditierung (EA) und Vollmitglied der International Laboratory Accreditation Cooperation.
Am 1. Januar 2010 wurde der RvA per Gesetz zur niederländischen Akkreditierungsstelle gemäß Verordnung (EG) 765/2008. Der Vorstand des RvA ist seitdem ein eigenständiges Verwaltungsorgan.